# La Vérité (Zeitung)

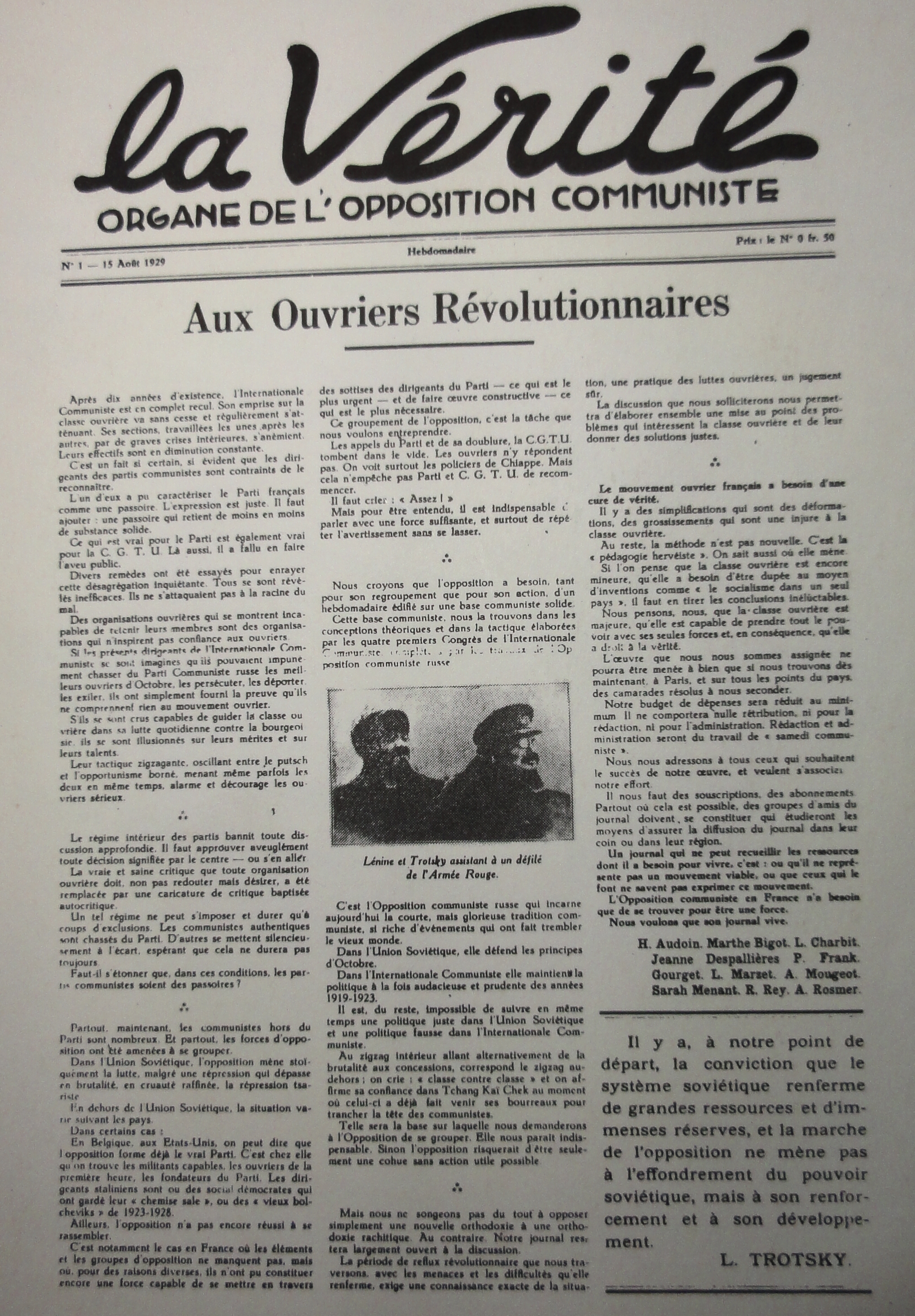
La Vérité N°1-15 aout 1929

La Vérité (Die Wahrheit) ist der Titel einer französischen trotzkistischen Zeitung, deren erste Ausgabe am 15. August 1929 erschien. Als erste trotzkistische Zeitung der Welt bezog sie ihren Titel auf die Prawda, aber auch darauf, dass die Trotzkisten der Meinung waren, die französische Kommunistische Partei (PCF) brauche „eine Kur der Wahrheit“. Der Titel wird heute von den Vertretern der Lambertisten gehalten.

## Geschichte

### La Vérité 1929 bis 1936
Diese erste Version der Zeitung wurde von Leo Trotzki initiiert, nachdem seine Gespräche mit einer Gruppe von Oppositionellen gegen die Führung der Kommunistischen Partei Frankreichs, die die Zeitung Contre le courant (1927–1929) herausgegeben hatte, gescheitert waren. Trotzki nahm Kontakt mit Alfred Rosmer, Raymond Molinier, Pierre Frank, Pierre Naville und anderen auf, die nach Büyükada reisten, wohin sich Trotzki geflüchtet hatte. La Vérité sollte die kommunistischen Aktivisten, die gegen die Führung der PCF kämpften, sowohl außerhalb als auch innerhalb der Partei vereinen.
Innerhalb weniger Monate wurden die Aktivisten, die noch Mitglieder der PCF waren, ausgeschlossen. Die Linke Opposition wurde noch stärker, als sich die Gruppe um die Zeitschrift La Lutte de classe im Januar 1930 anschloss. La Vérité wurde Ende April 1930 zum Organ einer neuen, von der PCF getrennten politischen Organisation: der Ligue communiste. La Lutte de classe erschien weiterhin, wurde aber zur theoretischen Zeitschrift der Ligue communiste.
Im August 1934 traten die Aktivisten der Ligue communiste der Section française de l’Internationale ouvrière (SFIO) „mit ausgebreiteter Fahne“ wieder bei. La Vérité wurde zum Organ der bolschewistisch-leninistischen Gruppe der SFIO. Während dieser Zeit des Entrismus führten die Bolschewisten-Leninisten (BL) eine Kampagne für die Vierte Internationale. Auf dem Kongress der SFIO in Mulhouse im Juni 1935 waren die BL-Aktivisten zu einer großen Minderheit geworden, die in den Debatten der Partei ein gewichtiges Wort mitzureden hatte. Zur gleichen Zeit vollzog die PCF eine 180-Grad-Wende in ihrer Politik gegenüber den Radikalen und stand einem Bündnis mit diesen und den Sozialisten nicht mehr im Wege. Die Trotzkisten wurden lästig, da die SFIO den Stalinisten ein Zeichen der „Freundschaft“ geben musste, um eine Volksfrontregierung zu bilden. Die bolschewistisch-leninistische Gruppe wurde daher im Januar 1936 ausgeschlossen. La Vérité stellte ihr Erscheinen mit der Nummer 255 ein.

### La Vérité 1938 bis 1939
Im Oktober 1938 traten die Aktivisten der Parti communiste internationaliste (Internationalistische Kommunistische Partei, PCI), eine der beiden trotzkistischen Gruppen dieser Periode, der Parti socialiste ouvrier et paysan (Sozialistische Arbeiter- und Bauernpartei, PSOP) von Marceau Pivert bei. Ab Januar 1938 gaben sie eine Zeitschrift mit dem Namen La Vérité heraus, in Anlehnung an die Zeitung der Ligue Communiste (1929–1936). Die Mitglieder der ehemaligen PCI wurden im Juni 1939 aus der PSOP ausgeschlossen und die letzte und sechste Nummer der Zeitschrift erschien im August 1939.

### La Vérité clandestine (1940 bis 1946)

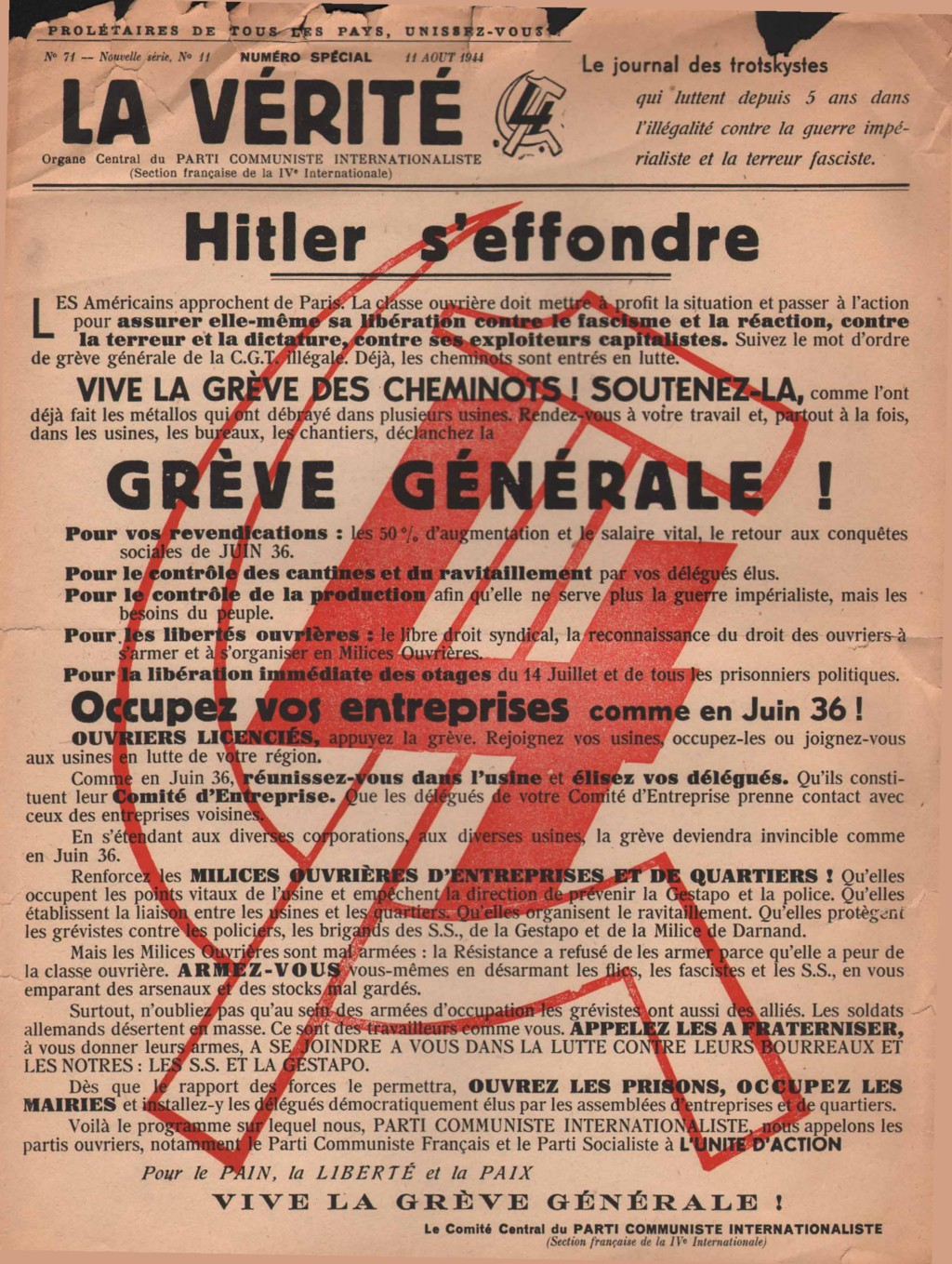
La Vérité vom 11. August 1944

Bereits am 30. August 1940 druckten die französischen Komitees für die Vierte Internationale (Parti ouvrier internationaliste (Internationalistische Arbeiterpartei) ab Dezember 1942 und Parti communiste internationaliste im März 1944) die erste Nummer von La Vérité. Sie war die erste Untergrundzeitung in der französischen Presse. Marcel Hic war bis zu seiner Verhaftung im Oktober 1943 für die Zeitung verantwortlich. Die ersten 19 Exemplare wurden auf einer Schreibmaschine getippt und hektografiert, ab Nummer 20 wurde sie gedruckt (außer den Ausgaben von Oktober 1942, April 1943 und Juli 1943). Die Zeitung erschien in einer Auflage von 3000 Exemplaren.
Neben dem Widerstand gegen den Faschismus war der Kampf gegen den Antisemitismus für La Vérité grundlegend. Bereits in der ersten Ausgabe veröffentlichte La Vérité einen Artikel mit der Überschrift „Nieder mit dem Antisemitismus“ und in Nr. 22 den Artikel „Antisemitismus, Doktrin der Barbarei“. Am 20. November 1941 (Nr. 26) prangerte ein Artikel das Martyrium der Juden im Lager Drancy an und endete mit dem Aufruf: „Kameraden, wir müssen überall die Solidarität mit den eingesperrten Juden organisieren.“ La Vérité gehörte auch zu den ersten Zeitungen in Frankreich, die Berichte über das KZ Auschwitz veröffentlichten. Der erste Artikel wurde sogar von Fernand Grenier auf Radio London vorgelesen.

### Nachkriegszeit

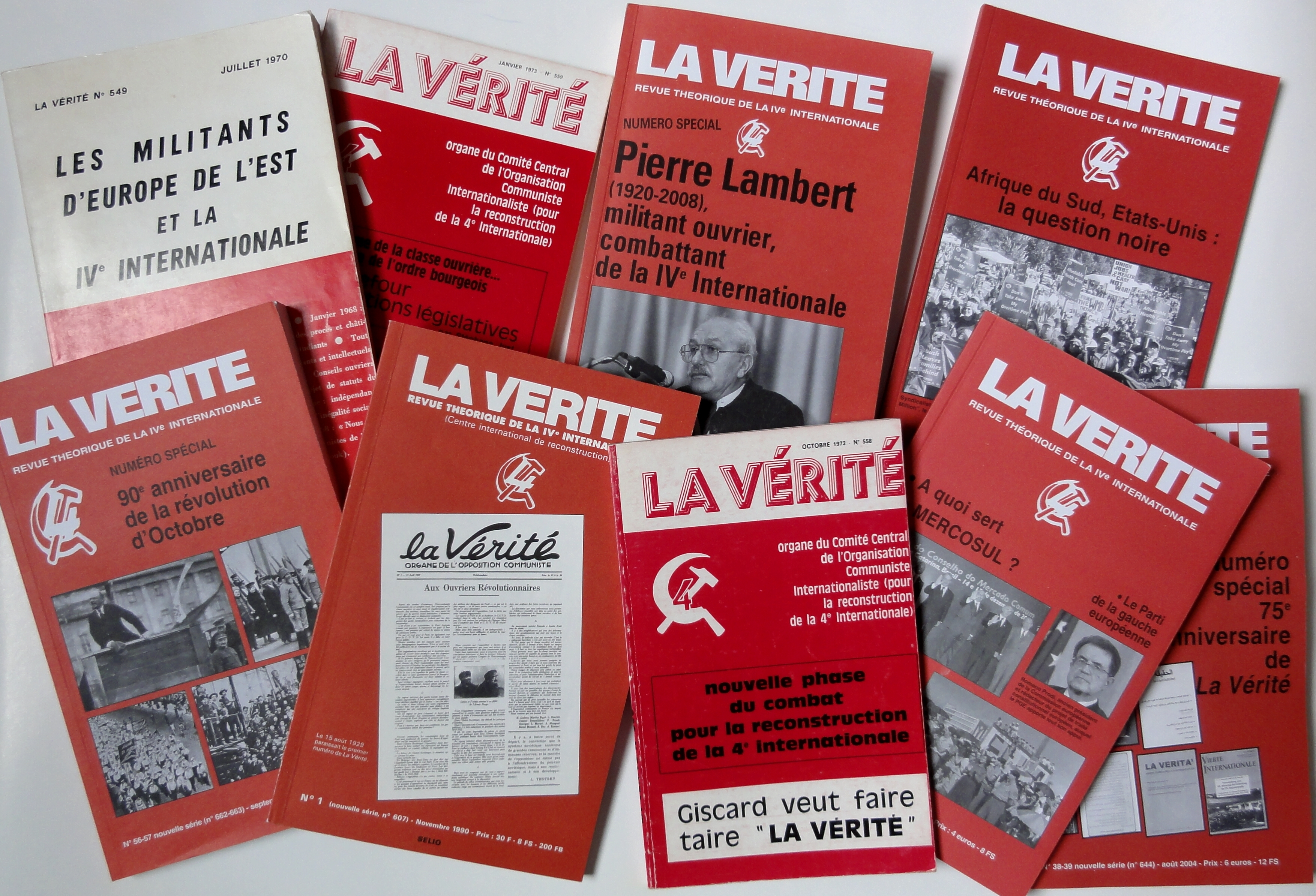
La Vérité – Ausgaben nach 1970

Nach dem Fall des Vichy-Regimes veröffentlichten die Trotzkisten (die im März 1944 als Parti communiste internationaliste (Internationalistische Kommunistische Partei) wiedervereinigt wurden) 73 Ausgaben und ein Dutzend Sonderausgaben. Michèle Mestre war ab 1944 die Chefredakteurin der Zeitung. Die Vierte Republik proklamierte die Pressefreiheit, aber für zwei Jahre und unter dem Druck der PCF wurde La Vérité nicht legalisiert. Das Hauptproblem dieser Nicht-Legalisierung war, dass La Vérité keinen Zugang zu den Papiervorräten bekam, die bis 1958 kontingentiert waren. Um dieses Verbot zu umgehen, wurde bis zur Nummer 110 (Mitte Februar 1946) der Vermerk „bulletin intérieur“ (internes Bulletin) eingefügt. La Vérité wurde erst im Laufe des Jahres 1946 legal.
Im Juli 1952 spaltete sich die Parti communiste internationaliste. Die Mehrheit der Partei um Pierre Lambert lehnte eine Entscheidung zur Öffnung der Vierten Internationale ab und wurde im Juli ausgeschlossen. Sie behielt die Zeitung. Die Minderheit der Organisation um Pierre Frank, Mitglied der europäischen Führung der Vierten Internationale, veröffentlichte ab August 1952 La Vérité des travailleurs (Die Wahrheit der Arbeiter). Die lambertistische Fraktion, setzte die Veröffentlichung von La Vérité in Form einer Zeitung bis November 1958 und dann in Form einer Zeitschrift fort, die bis heute erscheint.